# Лажна лудара
Лажна лудара (lat. Rubroboletus legaliae) је крупна микоризна гљива из породице вргања (Boletaceae). Ову врсту је описао чешки миколог Алберт Пилат (Albert Pilát) 1968. године. Насељава низијске и брдске шуме храста, граба и букве широм Европе. Иако генерално ретка, нешто је чешћа у медитеранским него у континенталним крајевима. Често расте у друштву или непосредној близини тешког вргања (lat. Boletus torosus) углавном на pH неутралној подлози. Јавља се од краја јуна до почетка октобра (најчешће у августу и почетком септембра). 

## Опис плодног тела
Шешир код ове гљиве је крупан, пречника од 7 до 21 cm. Као и код већине других вргања конвексног је облика. Боја може варирати од сиве преко смеђе и црвене боје, али је најчешћи у комбинацији нијанси свих побројаних боја. Кожица је у почетку баршунаста, а касније нешто огољенија те напослетку распуцала са јамама и браздама. Цевчице су уске и плитке жуте до зеленкасте боје дугачке 8-26 mm. Поре су ситне и округле издужене према стручку. У почетку су жуте боје, а касније постају црвене и напослетку смеђе. На месту механичког оштећења оксидише и поприма плаву боју. Дршка је висока од 5 до 10,5 cm пречника 2,5-4 cm. Дршка је најшира у доњем делу где се ка бази при тлу нагло сужава. Док је млада жућкаста је и прожета црвеном мрежицом састављеном од густих ситних црвених тачкица. На додир поплави. У средишњем делу дршка је јарко црвена. Са старошћу добија јаркије боје, а преовлађују црвене нијансе. Базална мицелија је сивкасто беле боје. Месо је дебело и тврдо. Укус је киселкаст и не претерано угодан. Мирис је пријатан и сасвим сличан другим врстама вргања.

## Микроскопија
Споре су издужено-елипсоидне димензија 11-14 × 5-6,75 μm. Базидијум 26-40 × 8,5-10 μm.

## Отисак спора
Отисак спора је маслинасто-смеђе боје.

## Јестивост
Јестива врста, али је потребно избегавати конзумирање већих количина. Гљиве је пре употребе потребно добро опрати и обавезно кувати око пола сата. Конзумација пресних гљива никако није препоручљива јер долази до бројних гастроинтестиналних сметњи праћених грчевима.

## Сличне врсте
Може се заменити са отровном лударом (lat. Boletus satanas). Ипак од наведене врсте се разликује по томе што има црвене делове и по шеширу. Такође мирис је пријатан или неутралан док је код отровне лударе доста јак и непријатан и подсећа на бели лук или мрцину (лешину).